# Crispatotrochus rugosus
Crispatotrochus rugosus är en korallart som beskrevs av Stephen D. Cairns 1995. Crispatotrochus rugosus ingår i släktet Crispatotrochus och familjen Caryophylliidae. Inga underarter finns listade i Catalogue of Life.